# 인텔 80486
인텔 80486(Intel 80486, i486 또는 80486)은 1989년 인텔에서 개발한 개인용 컴퓨터용 마이크로프로세서이다. 32비트 x86 아키텍처의 i486 프로세서는 이전의 80x86 시리즈와는 달리 이름에 80 접미사를 붙이지 않고 이를 인텔을 뜻하는 영문자 i로 대체하였다. 인텔의 전 CEO 패트릭 겔싱어(Patrick Paul Gelsinger)가 수석 설계자로 개발에 참여하였다.
이전의 80386DX 프로세서에 비해 외부적으로는 큰 변화가 없어 기존에 사용하던 프로그램과의 호환성을 유지하였다. 하지만 프로세서 내부적으로는 코어자체에 8KB SRAM으로 구성된 명령어 캐시와 데이터 캐시 메모리를 추가했고, DX/DX2/DX4 모델의 경우에는 부동소수점 연산용 코프로세서를 기본 장착했다. 외부 주변기기와의 버스 인터페이스가 VESA 로컬버스 혹은 PCI 로컬버스로 대체되었으며, 파이프라이닝 기술을 적용했다. 최고 4GB의 RAM까지 접근이 가능했다. 이외에도 일부 구조의 변화 덕택에 최적의 조건 아래서 한 클럭 사이클당 하나의 명령어를 실행할 수 있을 정도로 실행 속도가 개선되었다. 이를 통해 동일한 클럭속도에서는 i486프로세서가 80386DX 프로세서에 비해 2배정도 빠른 성능을 보여 주었다.
또한 프로세서 코어의 내부 클럭을 외부 클럭에 비해 2배 내지 3배 더 빠르게 동작시키는 기술을 채택(DX2/DX4 모델)해 클럭속도 역시 많은 향상을 이루었다.

## 모델에 따른 구분

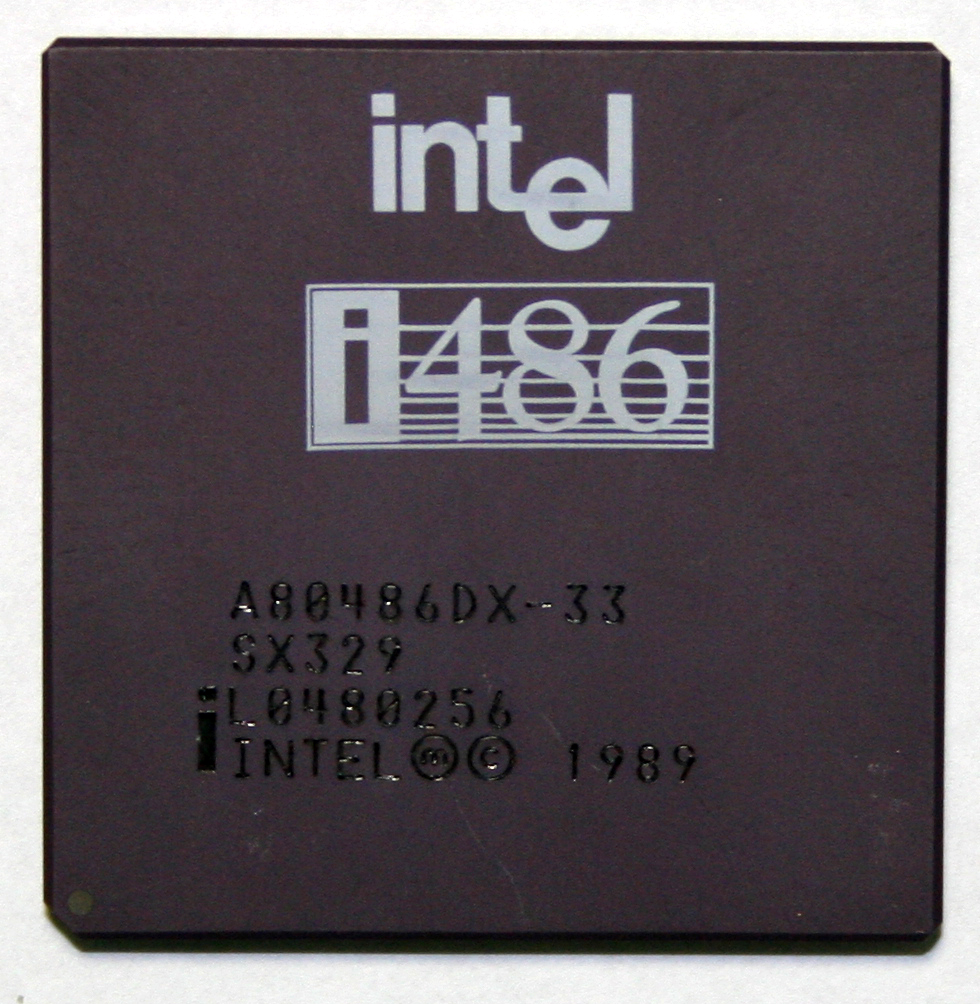
인텔 i486DX-33 마이크로프로세서

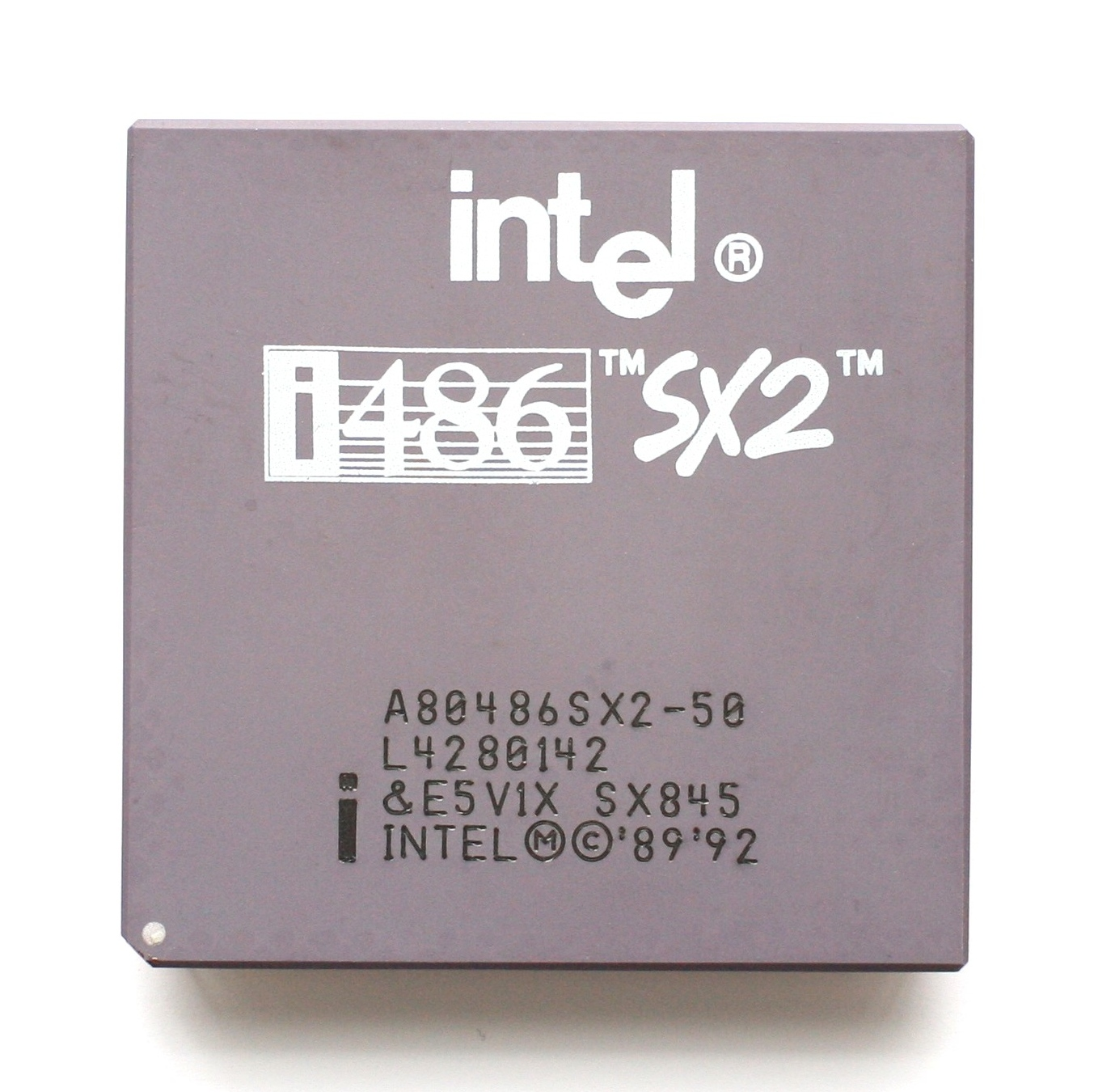
인텔 i486SX2-50 마이크로프로세서

i486 프로세서의 모델은 내외부 클럭속도와 장착 방법, 적용된 기술의 차이에 따라 크게 다음과 같이 나눌 수 있다.
- i486DX - 가장 처음에 출시된 i486 계열 프로세서이다. 16, 25, 33, 50MHz 제품이 있다.

- i486SX - i486DX 모델에서 부동소수점 연산기능을 제외해 가격과 성능을 낮춘 프로세서이다. 당시 출시된 Am386 40MHz에 대항하기위한 마케팅적인 성향이 강한 프로세서이나, 실제 벤치마킹에선 Am386 40MHz에 밀리는 결과를 보여주었다.

- i486DX2 - i486DX에 내부클럭을 두배 향상시키는 기술을 적용한 프로세서이다. 50MHz, 66MHz 제품이 있다. 50MHz 제품을 오버클러킹해 66MHz 제품으로 속여 파는 경우가 많아 문제가 되었다.

- i486SX2 - i486SX 모델에서 내부클럭을 두배 향상시키는 기술을 적용한 프로세서이다.

- i486SL - 소형 컴퓨터를 위한 프로세서이다.

- i487 - i486SX 프로세서를 위한 부동소수점 연산 프로세서이다. 그러나 기존의 x87 프로세서처럼 부동소수점 연산만을 위한 프로세서가 아니고, 부동소수점 연산기를 내장한 완전한 i486DX 프로세서에 네이밍만 i487로 했을 뿐이며, 이를 메인보드에 장착하면 기존의 i486SX프로세서의 작동은 중지되고 새로 장착한 i487 프로세서가 하나의 온전한 CPU (i486DX) 로서 작동한다.

- i486 오버드라이브 - 기존 386 프로세서의 소켓에 꽂아, 프로세서 교체를 통한 성능향상이 가능하도록 만들어진 프로세서이다.

- i486DX4 - i486DX에 내부클럭을 세배 향상시키는 기술을 적용한 프로세서이다. 75MHz, 100MHz 제품이 출시되었다. 특히 이 제품 이후로부터는 방열판과 CPU팬이 필수 악세서리가 되었을 정도로 고클럭에 의한 발열이 문제되기 시작했다.

## 같이 보기
- 인텔 마이크로프로세서 목록